# مامتا موهانداس
مامتا موهانداس (مواليد 14 نوفمبر 1984) ممثلة سينمائية ومغنية هندية. تعمل بشكل رئيسي في سينما الأقاليم الهندية السينما المالايالامية كما تشارك أحيانا في سينما التيلجو والتاميلية والكانادا. حصلت على جائزتين لأفضل مغنية بلاى باك في التيلجو في عام 2006 وأفضل ممثلة في المالالايام في عام 2010.

## النشأة
ولدت مامتا موهانداس في 14 نوفمبر 1984 في كانور أمبالابات موهانداس وغانغا وهي عائلة مالايالية تنحدر أصلا من كانور. درست في المدرسة الهندية البحرين حتى عام 2002. حصلت على درجة البكالوريوس في كلية جبل الكرمل بنغالور. أختيرت فتاة الإعلان لإعلانات مطبوعة لشركات مثل آي بي إم وكاليان كندرا. تتدرب مامتا على موسيقى الكارناتيك والهندوستانية.

## المسيرة المهنية

### التمثيل
قامت مامتا بالتمثيل لأول مرة في عام 2005 في الفيلم المالايالامي مايوخام من إخراج هاريهاران. على الرغم من أن الفيلم لم ينجح من ناحية شباك التذاكر إلا أن دور مامتا الحساس لفت الانتباه.
وفي وقت لاحق عملت جنبا إلى جنب مع ماموتي في الفيلم موصل الحافلة ومع سوريش جوبي في أفلام أدبوثام (2006) ولانكا (2006) وجنبا إلى جنب مع جايارام في الفيلم مادهوتشاندراليخا (2006). لعبت أيضا دور البطولة النسائية في الفيلم بابا كالياني مع موهانلال. في وقت لاحق من ذلك العام مثلت في فيلم باللغة التاميلية كارو بازانيابان من إخراج سيفاباثيغارام وبطولة فيشال كريشنا ولكن لم ينجح جماهيريا.
في عام 2007 مثلت مع ماموتي في الفيلم الجماهيري بي الكبير. مثلت دور ثانوي في فيلم بلغة التيلجو يامادونغا من إخراج س. س. راجامولي. أصبح الفيلم أحد أنجح الأفلام لتلك السنة. كما أدت بضع الأغنيات في هذا الفيلم أيضا. في عام 2008 ظهرت في 7 أفلام معظمها بلغة التيلجو. ظهرت في فيلم بلغة الكانادا غولي. لعبت دور البطولة في فيلم كريشنارجونا حيث قام بدور البطولة النسائية ولكن لم يحقق إيرادات كبيرة. فيلمها التالي كان فيكتوري الذي فشل أيضا في شباك التذاكر وبعد ذلك ظهرت في دور صغير في الفيلم التاميلي كوسلين جنبا إلى جنب مع نجم التاميل راجينيكانت. ظهرت مامتا في ثلاثة أفلام بلغة التيلجو من ضمنها فيلم هومام من إخراج ج. د. شاكرافارثي وفيلم كينغ من إخراج سرينو فايتلا وبطولة ناجارجونا. في كل من هذه الأفلام غنت أيضا كمغنية في العديد من الأغاني.
في عام 2009 مثلت دور البطولة في الفيلم الكوميدي جورو أون آلو جنبا إلى جنب مع مادهافان وفيلم الإثارة باسينجر مع ديليب وسرينيفاسان على التوالي. في حين أن الفيلم الأول حقق نجاح متوسط المدى في شباك التذاكر إلا أن الأخير نجح نجاح ساحق. لعبت في فيلم باسينجر دور المراسلة التلفزيونية أنورادها وهو نقطة تحول في مسيرة مامتا. في عام 2010 مثلت مع جايارام في الفيلم الذي تعرض للانتقادات اللاذعة كادا تودارونو من إخراج ساتيان أنتيكاد وفازت بجائزة أفضل ممثلة لأول مرة من مهرجان فير. كما فاز بجائزة فانيتا لأفضل ممثلة مالايالامية وجائزة ماتروبومي لأفضل ممثلة مالايالامية وجائزة الشبكة الآسيوية لأفضل ممثلة مالايالامية. مثلت في عام 2010 أفلام أخرى مثل فيلم مسافر مع رحمن وأنور مع بريتيفيراج وكيدي مع ناجارجونا. كان فيلم مامتا الأول في عام 2011 باللغة المالايالامية سباق حيث لعبت دور نيا، زوجة جراح القلب أبي (كونتشاكو بوبان). الفيلم فشل في تحقيق نتائج جيدة في شباك التذاكر. فيلمها التالي ناييكا كان باللغة المالايالامية. في عام 2012 ظهرت مامتا في فيلمها بلغة التاميل تادايارا تاكا من إخراج ماغيز تيروميني. فيلمها الأخير بيزة بيزة كان مع إندراجيت. أكملت تصوير فيلم تو نورا وذ لاف حيث تلعب شخصية مسلمة. عادت إلى السينما المالايالامية مع ماموتي في الفيلم فارشام.

### الغناء
تعمل مامتا مغنية في الأفلام الهندية كذلك. مامتا تدربت على موسيقى الكارناتيك والهندوستانية وغنت لأول مرة في فيلم التيلجو راخي حيث غنت أغنية البداية بتوجيه من ديفي انكا براساد مما يجعلها الأولى في تاريخ صناعة سينما التيلجو أن تعمل كمغنية قبل التمثيل. فازت بجائزة أفضل مغنية في فيلم عام 2006.
وفي وقت لاحق طلب منها أن تغني في العديد من الأغاني للملحن ديفي انكا براساد بما في ذلك أغنية أكاليستي أنام بيدتا عن الممثل تشرانجيفي في الفيلم شنكردادا زينداباد وأغنية 36-24-36 في الفيلم جاغادام وأغنية ميا في الفيلم تولاسي وأغنية غانانا وأغنية البداية في الفيلم كينغ. عملت مع مدراء موسيقيون آخرون مثل م. م. كيرافاني ور. ب. باتنايك وشاكري ونيتين رايكوار وتامان.
في سينما التاميل غنت أغنية كالاي كالاي في الفيلم كالاي الذي لعب بطولته سيلامباراسان. غنت أغنية إيداي فازي في الفيلم الكوميدي غوا في إطار توجيه الملحن يوفان شانكار راجا. تشاركت الغناء مع بيني دايال. غنت للمرة الأولى بلغتها الأصلية المالايالامية في عام 2010 في فيلم أنور. سجلت أغنية لصالح الفيلم تريلر. في فيلم موهابات غنت دويتو مع هاريهاران. غنت أغنية إيرافيل فيرييوم في فيلم 2012 أريكي.

## أعمال أخرى
في عام 2012 بدأت مامتا العمل في التلفزيون أيضا بتقديم برنامج المسابقات كاييل أورو كودي على قناة سوريا ولكن في وقت لاحق تم إيقافه.
مامتا سفير العلامة التجارية لأسبوع كوتشي الدولي للموضة الذي عقد في الفترة من 4-7 أغسطس. وهي سفيرة العلامة التجارية جنبا إلى جنب مع الممثلة بافانا لفريق ولاية كيرالا لدوري كريكيت المشاهير الذي عقد في عام 2013 بحضور القائد موهانلال وهو أيضا أحد ملاك النادي ونائب القائد إندراجيت.

## الحياة الشخصية
تشافت مامتا من سرطان لمفومة هودجكين بالطاقة الإيجابية والثقة. كان عليها أن تحلق شعرها قبل مباشرة جلسات العلاج الكيميائي. في بعض أجزاء من فيلمها أنور تمكنت من إخفاء الصلع بالاستعانة بشعر مستعار. لم يكن هناك الكثير من الناس بعلم بمرضها حتى أواخر عام 2010. خطبت مامتا في 11 نوفمبر 2011 من براجيت بادمانابهان وهو رجل أعمال مقره البحرين وأيضا صديق طفولتها. تزوجت يوم 28 ديسمبر 2011 في كوريكود. في 12 ديسمبر 2012 حصل الطلاق. في أبريل 2013 حدثت انتكاسة في مرض السرطان وخضعت للعلاج.

## روابط خارجية
- مامتا موهانداس على موقع IMDb (الإنجليزية)
- مامتا موهانداس على موقع ميوزك برينز (الإنجليزية)
- مامتا موهانداس على موقع قاعدة بيانات الفيلم (الإنجليزية)